# Karl-Heinz Ruch (Manager)

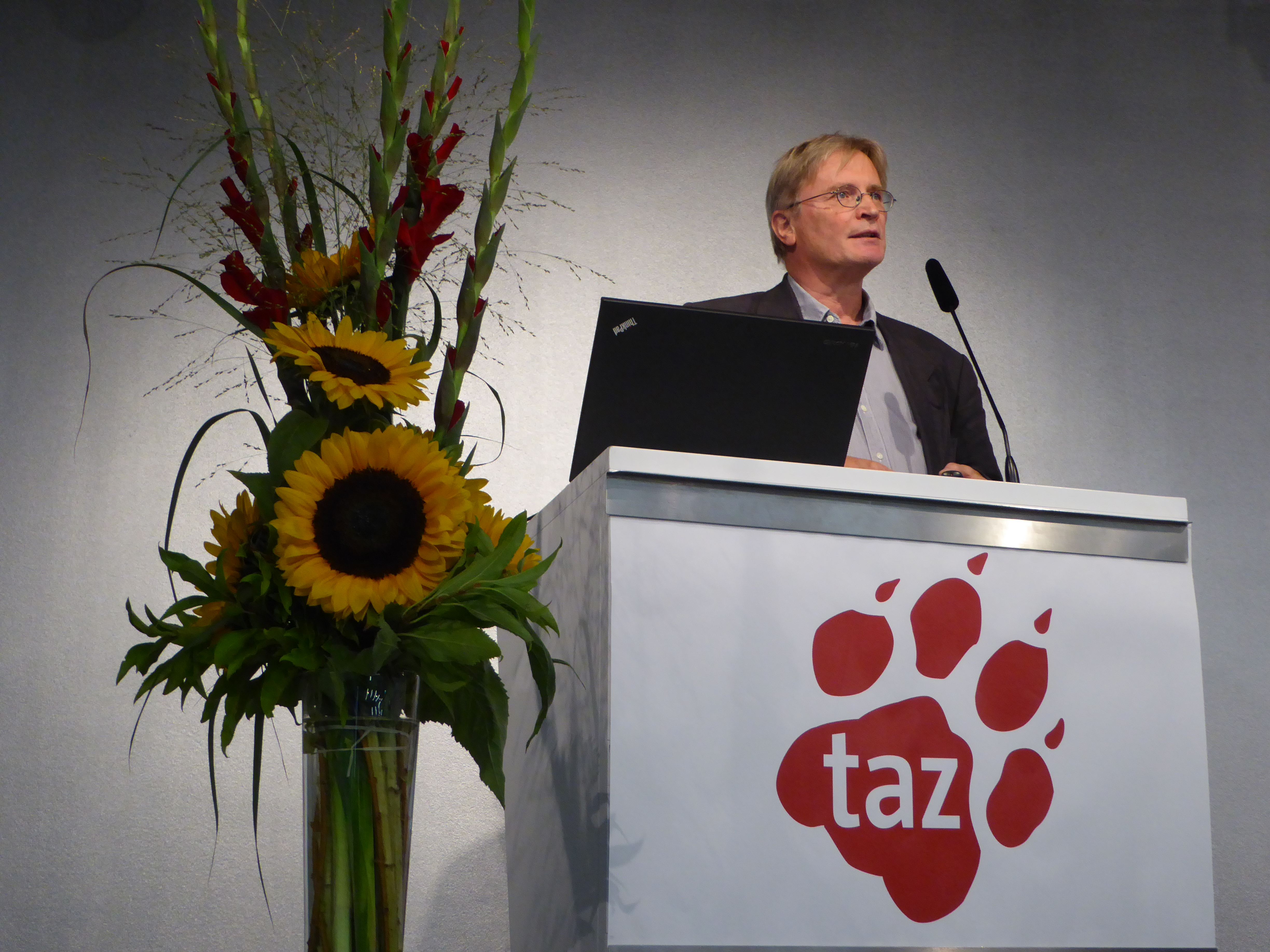
Karl-Heinz Ruch (2016)

Karl-Heinz 'Kalle' Ruch (* 24. Februar 1954 in Löningen) ist ein deutscher Verlagsmanager. Er gehörte 1978 zu den Gründern der Berliner Tageszeitung taz, deren Geschäftsführer er bis 2019 war.

## Leben
Karl-Heinz Ruch wuchs in einer Arbeiterfamilie in Salzgitter auf. Um dem Wehrdienst zu entgegen, zog er nach West-Berlin, wo wehrpflichtige junge Männer aufgrund eines Sonderstatus nicht eingezogen werden konnten. Er studierte an der Freien Universität Berlin Volkswirtschaft mit Diplom-Abschluss.
Auf dem Berliner „Tunix-Kongress“ im Januar 1978 entstand die Idee zu einer alternativen Tageszeitung. Ruch war von Anfang an Konzept und Planung maßgeblich beteiligt und stellte das Projekt auf eine betriebswirtschaftliche Grundlage. Die Nullnummer der Zeitung erschien im September desselben Jahres. In der Diskussion um den Standort Frankfurt oder Berlin setzte sich Ruch durch und sorgte damit für Finanzhilfen wie Berlin-Förderung und Steuervorteile, ohne die es die taz nicht gegeben hätte. Im beständigen Kampf um das wirtschaftliche Überleben gründete er eine linksalternative Abschreibungsgesellschaft. Ende er 1980er Jahre erwirkte er ein günstiges Ankaufsrecht für ein Gebäude gegenüber vom Axel-Springer-Hochhaus, in das Verlag und Redaktion der taz 1989 einzogen. Anfang der neunziger Jahre, als die Berlin-Förderung auslief, verhinderte er, dass große Verlagshäuser Anteile an der taz erwarben. Er gründete mit Freunden die Verlagsgenossenschaft, die bis heute die Finanzierung der Tageszeitung sichert. Nach Ansicht von Ruch könne das Geschäftsmodell der taz nur in wohlhanden Gesellschaften funktionieren, obwohl es auf dem Prinzip der Solidarität basiere. Als Geschäftsführer soll er unter 50.000 Euro im Jahr verdient haben.
Für Aufmerksamkeit innerhalb der Branche sorgte Ruch, als er im Sommer 2018 ein Szenario veröffentlichte, nach dem die taz in einigen Jahren nur noch digital erscheinen würde und höchstens noch am Wochenende in gedruckter Form verbreitet werde. „Der Journalismus lebt im Netz weiter“ schrieb er den Mitarbeitern der taz.
In der breiten Öffentlichkeit kaum bekannt, gilt er branchenintern als eine der wichtigsten Personen der taz. „In Wahrheit ist er die taz“, schrieb etwa der frühere taz-Chefredakteur Arno Widmann im Jahr 2012 in einem Porträt in der Berliner Zeitung. Und der frühere Redakteur Tom Schimmeck schrieb bereits 1999 in der Woche über Ruch: „Er ist die Macht des Faktischen, der deus ex vacuo.“
Im Dezember 2019 trat Ruch in den Ruhestand ein. Er wurde durch eine Sonderausgabe der taz am Wochenende, die den Titel „kalle“ trug, verabschiedet. Ruch ist verheiratet und hat zwei Kinder.